# Echinopyrrhosia varia
Echinopyrrhosia varia là một loài ruồi trong họ Tachinidae.